# Mont-Saint-Jean, Belgien
Mont-Saint-Jean är en by i Vallonska Brabant, Belgien, norr om Belle-Alliance.
Byn är främst känd genom Slaget vid Waterloo, där Mont-Saint-Jean var skådeplats för huvuddelen av striderna. På franska har slaget kallats bataille de Mont Saint-Jean.